# Stanleywürger
Der Stanleywürger (Lanius humeralis) auch Nördliche Fiskalwürger ist ein Singvogel aus der Gattung Lanius in der Familie der Würger (Laniidae). Die Art wurde 2011 von Lanius collaris (Fiskalwürger) abgetrennt. Trotz der sehr großen Ähnlichkeit zum Fiskalwürger bestehen sehr deutliche genetische Unterschiede zwischen den beiden Arten. Der schwarz-weiß gezeichnete Vogel mit der auffallenden weißen V-Zeichnung am Rücken, ist mit bis zu 23 Zentimetern Körperlänge etwas kleiner als der Nördliche Raubwürger aber wesentlich größer als ein Neuntöter.
Der Stanleywürger ist in Afrika südlich der Sahara sowohl nördlich als auch südlich des Äquators weit verbreitet. Die Art bewohnt vielfältige, mäßig feuchte bis semiaride Habitate, benötigt jedoch Büsche, Bäume, Termitenhügel, bzw. Zäune oder Strommasten als Ansitze und eine möglichst niedrige Bodenvegetation. Sie dringt auch in Siedlungen und Städte vor und meidet landwirtschaftlich genutztes Land nicht. Die Art ist vom Meeresniveau bis in Höhen von über 3000 Metern verbreitet. Der Stanleywürger ist ein opportunistischer Jäger, der allen Tieren nachstellt, die er überwältigen kann. Arthropoden bilden den Hauptanteil der Nahrung. Bei großem Nahrungsangebot und als Nachweis des Jagderfolges in der Paarbildungszeit, werden Beutetiere in Dornbüschen aufgespießt.
Lanius humeralis ist ein Standvogel. Außerbrutzeitlich streicht er kleinräumig umher; auch vertikale Wanderungen wurden beobachtet. Er lebt einzeln oder in Paaren. Zumindest während der Brutzeit behauptet das Paar ein Territorium.
Die Art, von der drei Unterarten beschrieben werden, gehört gemeinsam mit dem Fiskalwürger zur Lanius collaris-Superspezies. Inwieweit auch andere Würger diesem Artenkreis zuzuzählen sind (Rostmantelwürger, Mackinnonwürger, São-Tomé-Würger) ist Gegenstand gegenwärtiger Forschung.
Diese Würgerart hat sich regional sehr gut an die Nähe des Menschen angepasst, ist weit verbreitet und lokal häufig. Die Art, die regional von der Zerstörung von Regenwaldgebieten profitiert, wird in keiner Gefährdungsstufe gelistet.

## Aussehen

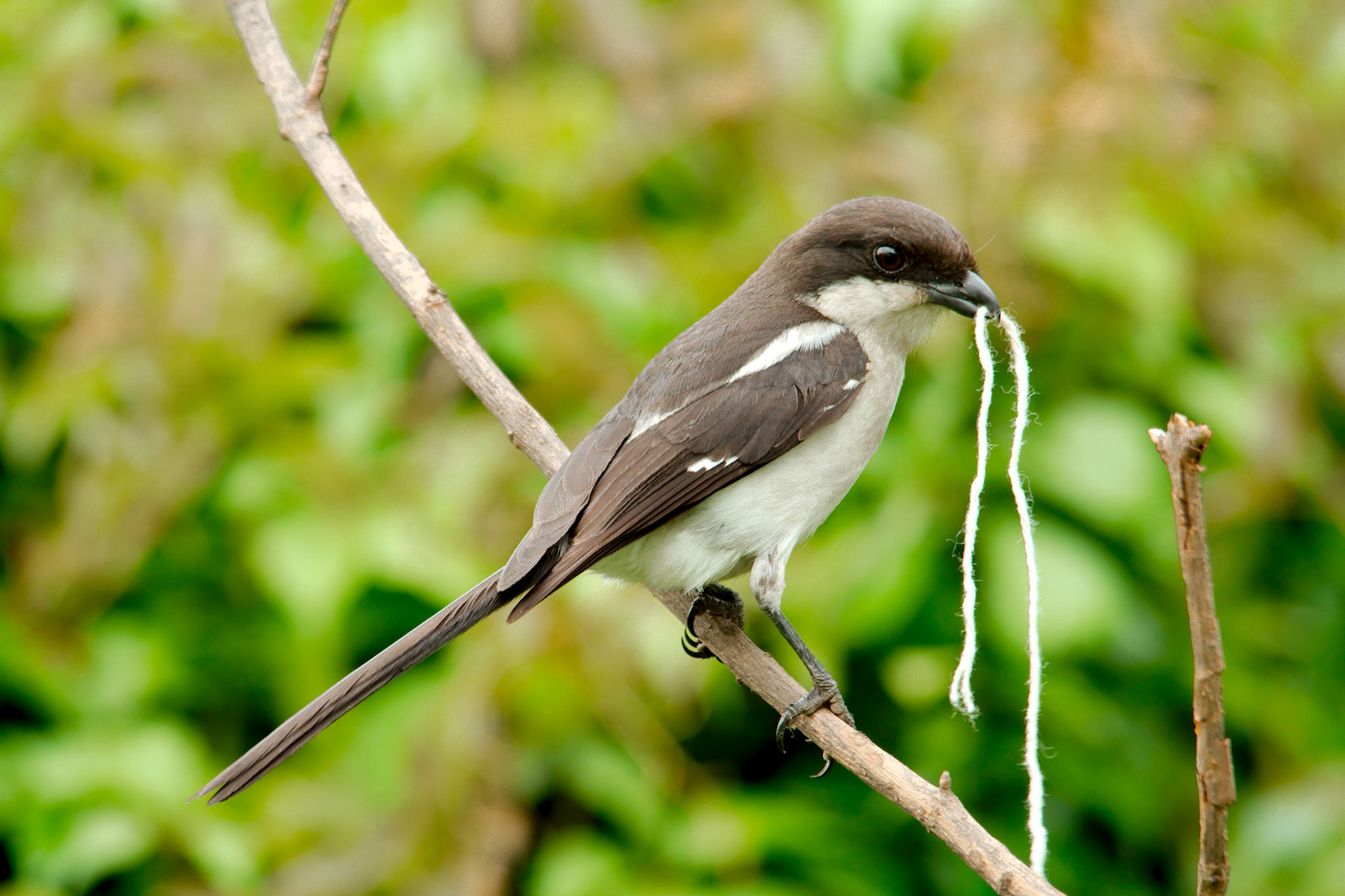
Stanleywürger, wahrscheinlich Unterart capelli – Weibchen
Bei dieser Unterart sind die rötlichbraunen Flankenfedern meist nicht ausgebildet

Der Stanleywürger ist ein mittelgroßer bis großer, langschwänziger, auffallend schwarz-weiß gezeichneter Würger mit zur Gänze schwarzem Kopf und Nacken. Die Größe der einzelnen Unterarten liegt zwischen 21 und 23 Zentimetern bei einem Gewicht zwischen 35 und 39 Gramm. Beim sitzenden Vogel ist die V-förmige Schulter- und Rückenzeichnung besonders auffällig und kennzeichnend, beim fliegenden zusätzlich die sichelförmigen weißen Flügelfelder, der hellgraue Bürzel und die weißen Außenfedern des Schwanzes.
Kopf, Nacken und oberer Rücken sind tiefschwarz. Der Schultergürtel ist weiß, der Bürzel weißlich-grau bis hellgrau. Die Schwingen sind schwarz. Die an ihrer Basis weißen Handschwingen bilden beim sitzenden Vogel ein nicht immer deutlich erkennbares weißes Flügelfeld, das im Fluge als sichelförmige Markierung jedoch sehr auffällig ist. Die Mittelfedern des langen, schmalen, gestuften Schwanzes sind schwarz, die Außenfedern – im zwischen den Unterarten variierenden Ausmaß – weiß, beziehungsweise schwarz-weiß gebändert. Die Unterseite ist weiß, oder grau-weiß; an den Flanken sind – insbesondere bei gerade ausgefärbten Individuen – feine dunkle Wellungen erkennbar. Der mächtige Hakenschnabel ist schwarz, ebenso die Beine. Die Iris der Augen ist schwarzbraun.
Männchen und Weibchen sind sehr ähnlich gefärbt. Die Schwarzanteile des Weibchengefieders sind weniger gesättigt, eher sehr dunkel schwarzbraun. Kennzeichnend ist eine bauschige, rötlichbraune Federpartie an den Flanken, die jedoch häufig unter den Flügeln verborgen wird. Weibchen sind geringfügig, feldornithologisch nicht auswertbar, kleiner als Männchen. Juvenile haben eine rötlichbraune, dicht dunkel gewellte Oberseite, wobei auch die bereits weiße Schulterpartie schwarz gewellt ist. Der Kopf und Nacken ist dunkelbraun. Die würgertypische schwarze Gesichtsmaske, die beim adulten Vogel durch das Schwarz des Kopfes unsichtbar wird, ist als dunkler Bereich um die Ohrdecken erkennbar. Die matt weiße Unterseite weist feine dunkle Wellen, zum Teil auch Flecken auf, die Flanken sind bei beiden Geschlechtern rötlichbraun behaucht. Das Flügelfeld ist matt weiß, oft auch isabellfarben. Die Großen Armdecken sind hellbraun gerandet, ein Merkmal, das auch noch bei einjährigen Individuen zu beobachten ist. Juvenile der Nordgruppe unterscheiden sich deutlich von jenen der Südgruppe. Letztere sind eher graubraun und nur sehr fein dunkel gewellt.
Gelegentlich wurden Teilalbinos beobachtet.

### Mauser
Juvenile beginnen im Alter von etwa drei Monaten in das erste Erwachsenengefieder zu mausern. Es ist eine Komplettmauser, die offenbar sehr schnell (innerhalb eines Monats) vollzogen wird. Die hellen Randungen der Großen Armdecken, gelegentlich auch rostbraune Federpartien an den Flanken können fallweise auch noch nach der zweiten Gesamtmauser festgestellt werden. Adulte Vögel vermausern nachbrutzeitlich einmal im Jahr ihr gesamtes Gefieder. Der Zeitpunkt der Mauser variiert entsprechend den regional unterschiedlichen Brutterminen, mit einem Gipfel in den jeweiligen Trockenzeiten.

## Lautäußerungen
Die Lautäußerungen der Vertreter der beiden Arten Lanius humeralis und L. collaris, unterscheiden sich wesentlich. Panov, dem molekularbiologische Ergebnisse noch nicht zur Verfügung standen, sah darin ein Indiz, dass im Lanius collaris-Komplex zumindest zwei Arten zu unterscheiden seien. Die Rufe und Gesänge von L. humeralis und L. smithii sind sehr ähnlich während die von L. capelli verstärkt Ähnlichkeiten zu den Lautäußerungen der Vertreter der Südgruppe aufweisen.
Der wesentlichste Alarmruf, der in verschiedenen Gefahrensituationen aber auch in interspezifischen Auseinandersetzungen eingesetzt wird, ist ein geräuschvolles, heiseres, weitgehend avokales Zischen und Krächzen. Daneben ist ein langgezogener Pfeifruf (wie djööö…djöööö – mehrfach gereiht) zu hören, der keine Entsprechung in der südlichen Gruppe hat. Kontakt- und Anwesenheitsruf ist ein wohlklingendes, mäßig lautes, in der Tonhöhe abfallendes, polyphones Djüö-dö. Meist sind die vielfach variierten und modulierten Rufreihen zweisilbig, gelegentlich auch dreisilbig. Besonders auffällig sind sie in der Vorbrutzeit; sie werden von beiden Geschlechtern, gelegentlich auch im Wechselgesang, vorgetragen. Daneben sind eine Reihe andere, meist heiser-rauer Alarm- und Aggressionsrufe zu hören, von denen manche sehr selektiv in eng definierten Situationen (z. B. Warnung vor Flugfeinden) eingesetzt werden. Als Gesang ist zudem noch ein leises, teils melodiöses Trällern zu vernehmen, in das Pfiffe und Lautimitationen eingebettet sind.

## Verbreitung und Lebensraum

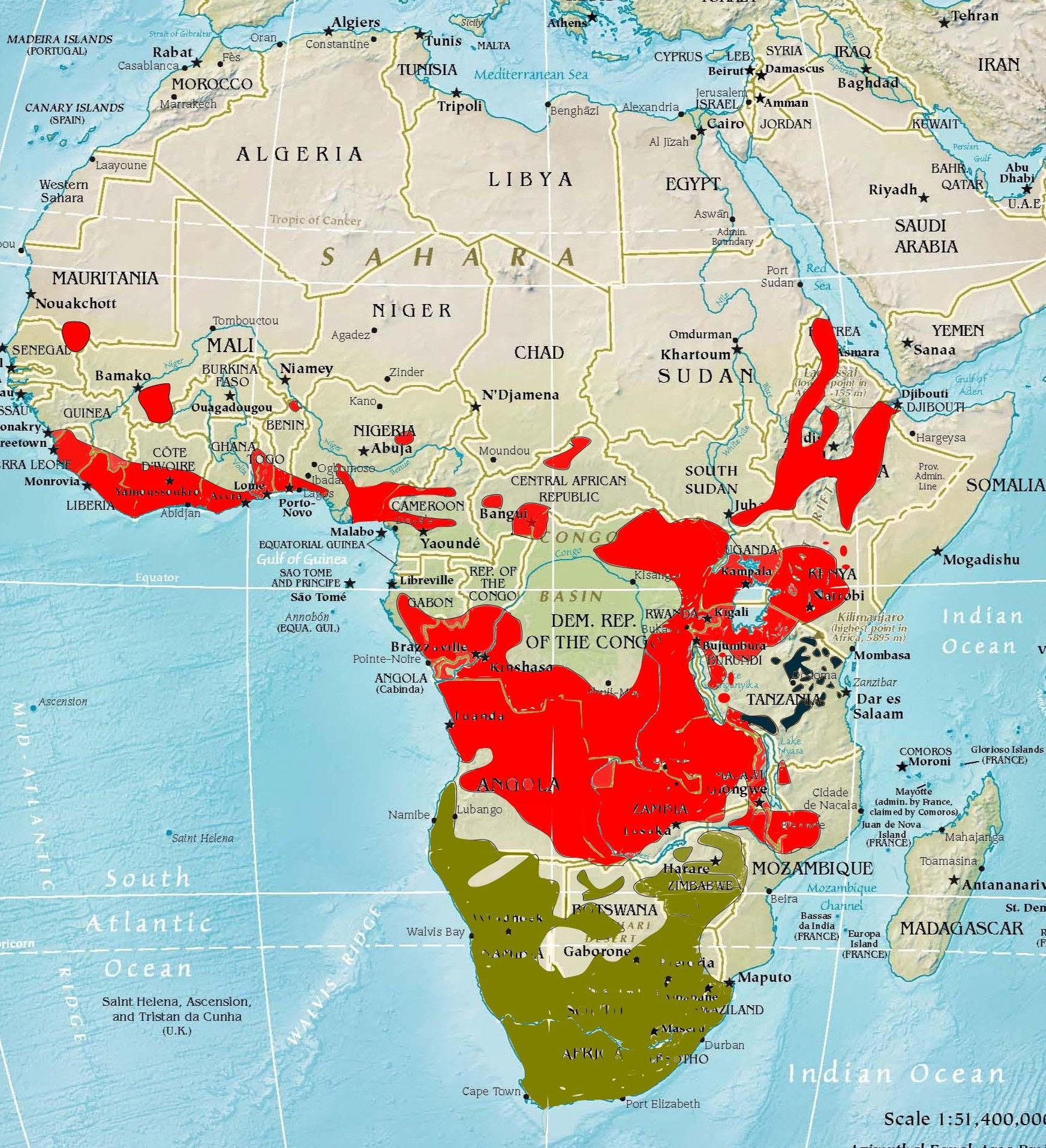
Verbreitung der Lanius collaris-Superspezies
rot: Stanleywürger
grün: Fiskalwürger
dunkelblau: Reichenowwürger

L. humeralis ist in drei Unterarten in Afrika nördlich und südlich des Äquators vertreten. Die Nordgrenze des Verbreitungsgebietes liegt im Westen bei etwa 15°N im Grenzgebiet zwischen Mauretanien und Senegal, im Osten auf etwa der gleichen geographischen Breite in Eritrea. Die Brutgebiete nördlich des Äquators sind inselartig aufgesplittert mit Vorkommen im südlichen Mali, im Grenzgebiet zwischen Benin und Niger, im zentralen Nigeria und der nördlichen Zentralafrikanischen Republik. Weitere, bisher nicht sicher nachgewiesene Vorkommen in der Sahelzone sind wahrscheinlich. Große geschlossene Verbreitungsgebiete befinden sich in Ober- und Niederguinea sowie im Osten in Eritrea, Ost-Zentral- und Südäthiopien sowie im SW der Republik Südsudan.
Geschlossener sind die Verbreitungsgebiete um den und südlich des Äquators. Sie erstrecken sich vom südlichen Gabun und dem zentralen und südlichen Teil der Republik Kongo, mit Ausnahme der Regenwaldgebiete über große Teile der Demokratischen Republik Kongo, sowie über Uganda, Zentral-, Süd- und Westkenia, bis in den Norden und Westen Tansanias. Nach Süden hin besiedelt die Art geeignete Habitate in Angola, fast flächendeckend Sambia sowie den Norden und Nordwesten von Mosambik.
Die Verbreitungsgebiete der Nord- und der Südgruppe überlappen nur in Südwesttansania, nördlich des Malawisees, wo L. humeralis capelli und L. collaris marwitzi gemeinsam vorkommen. Es wurden offenbar Hybride beobachtet, doch sind die Informationen darüber widersprüchlich.

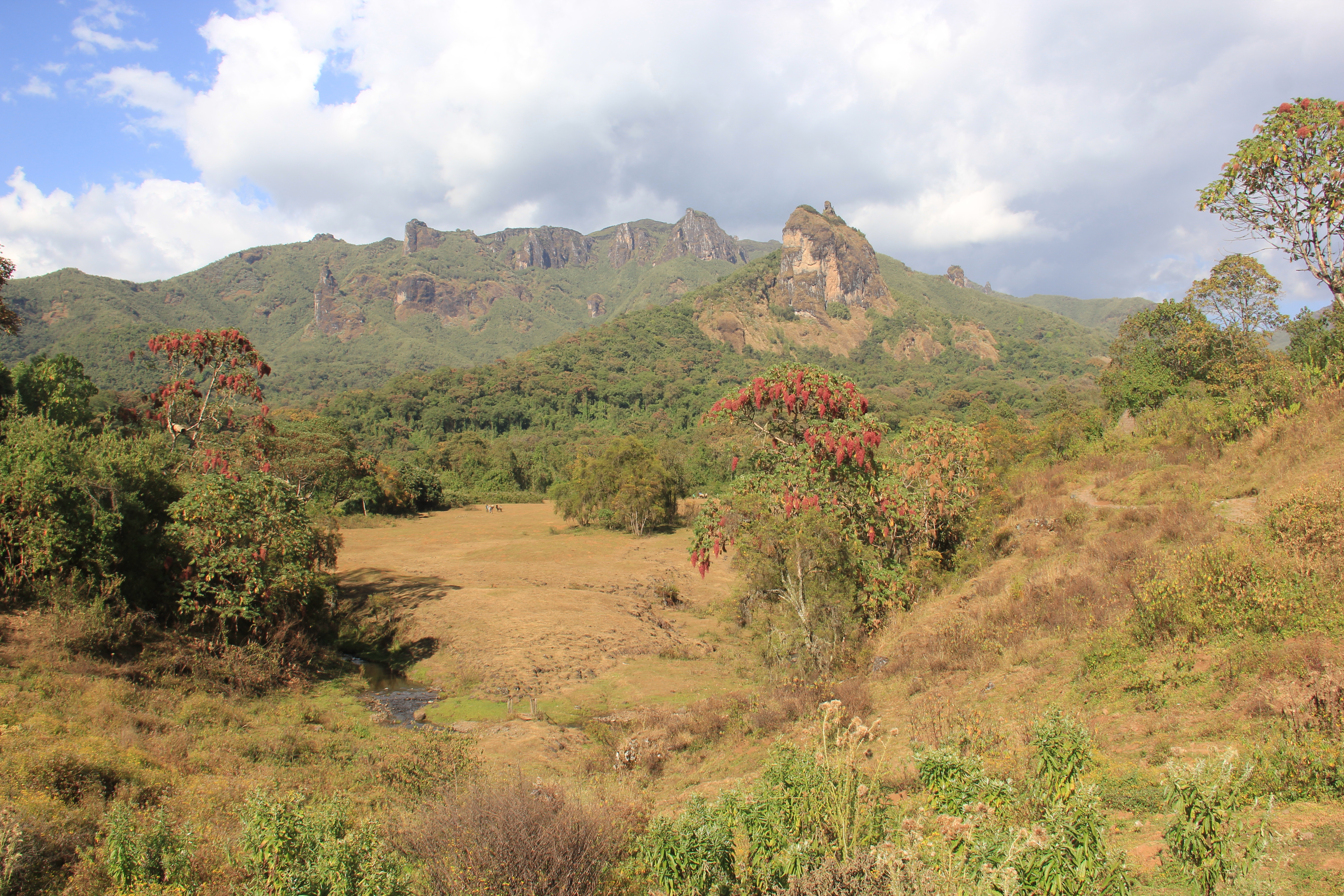
Offene Landschaften mit Bäumen und Büschen und Flächen mit niedrigem oder fehlendem Bodenbewuchs sind bevorzugte Habitate der Art. Hier der Harenna Forest in Zentraläthiopien, wo die Art die Ostgrenze ihrer Verbreitung erreicht.

In diesem sowohl topographisch als auch klimatisch heterogenen Verbreitungsgebiet vermag die Art eine Vielzahl unterschiedlicher Habitate zu nutzen und zeigt eine starke Bereitschaft, anthropogen veränderte Landschaften zu besiedeln. Seit den frühen 1900er Jahren ist die Art in vielen Regionen häufiger geworden.
Der Stanleywürger kommt in Halbwüsten, mit Akazien bestandenen Savannen und Savannen vom Miombo-Typ ebenso vor, wie in küstennahen Buschland und buschbestandenen Rändern von Marschen. Er ist am Rande landwirtschaftlich genutzter Flächen, in größeren Gärten, Parks und Golfplätzen sowie am Rande von Plantagen regional ein häufiger Brutvogel. Wüsten und das Innere dichterer Wälder meidet die Art jedoch, ebenso wie Galeriewälder entlang der großen Flüsse. Auch reine Grassavannen werden nur in den Randgebieten oder kurzzeitig nach ausgedehnten Grasbränden besiedelt.
Die vertikale Verbreitung reicht von küstennahen Gebieten nahe dem Meeresniveau bis in Hochlagen von 3000 Metern und darüber.
Wichtige Requisiten eines geeigneten Territoriums sind neben einem ausreichenden Nahrungsangebot, Ansitze auf Bäumen, Büschen, Termitenhügeln, Weidezäunen oder Telegraphenmasten und eine kurze, oder fehlende Bodenvegetation, um geeignete Beutetiere erspähen zu können. Auch das Fehlen von Nahrungskonkurrenten spielt für das Besetzen eines Reviers eine maßgebliche Rolle. Dort, wo andere Würger, insbesondere der Langschwanzwürger oder der Gelbschnabelwürger, beziehungsweise europäische Migranten (Schwarzstirnwürger, Neuntöter) häufig sind, weicht L. humeralis meist aus.
Die Paare behaupten meist das gesamte Jahr über ein Territorium, dessen Größe vom Nahrungsangebot und der Verfügbarkeit von Ansitzen abhängt. In landwirtschaftlich genutzten Gebieten Ghanas sowie in Siedlungsnähe betrug die Durchschnittsgröße der Reviere nur 0,59 Hektar; in offenbar wesentlich nahrungsärmeren Regionen wurden Reviergrößen bis 18 Hektar erfasst. Ein direkter Zusammenhang besteht zwischen der jährlichen Niederschlagsmenge und der Reviergröße: Je trockener der Lebensraum ist, desto größer werden die Reviere. Der geringste Abstand zwischen zwei Nestern betrug 17 Meter.

## Biologische Details
Die meisten wissenschaftlichen Arbeiten zur Biologie der Lanius collaris-Gruppe betreffen die südlichen Unterarten. Über die Vertreter der Nordgruppe bestehen nur sehr wenige Untersuchungen. Soweit Informationen verfügbar sind, werden wesentliche Unterschiede zwischen der Nord- und der Südgruppe vermerkt.

### Verhalten
L. humeralis ist wie alle Würger tagaktiv. Die Aktivitätszeit entspricht in etwa der Tageshelligkeit. Die Würger leben meist in Paaren, wobei die Paarbindungen über mehrere Jahre anhalten können. Jungvögel können sich kurz zu lockeren Gruppen zusammenfinden. Vor allem die Weibchen sind ausgesprochen standorttreu, nur unverpaarte streifen kleinräumig umher. Auch Jungvögel versuchen in räumlicher Nähe zum Geburtsort ein Revier zu etablieren. Kleinräumige Wanderungen in trockene Gebiete wurden während des Südwinters in Kenya beobachtet.
Alleinstehende Männchen und Paare behaupten und verteidigen ein Territorium. Besonders intensiv ist die Verteidigungsbereitschaft in der Vorbrut- und Brutzeit. In dieser Zeit werden Artgenossen und andere Würger nicht im Revier geduldet, und auch Nahrungskonkurrenten aggressiv angeflogen und nach Möglichkeit vertrieben, selbst, wenn sie größer sind (z. B. Halcyon senegalensis). Graumantelwürger und Stanleywürger kommen in manchen Gebieten sympatrisch vor und besetzen benachbarte Reviere. Die Aggression zwischen den Arten ist groß. Bei knapper werdender Nahrung in den Trockenzeiten führen die Auseinandersetzungen zwischen den Arten oft dazu, dass L. humeralis sein Revier verlässt.
Vor Bodenfeinden und Nesträubern warnen die Altvögel intensiv, oft unter Beteiligung von Artgenossen aus Nachbarrevieren, vor Flugfeinden fliehen sie nach Möglichkeit in dichtes Dickicht. Auseinandersetzungen mit Artgenossen werden meist an den Reviergrenzen durch Rufreihen ausgetragen. In aufrechter Körperhaltung werden die Federn der weißen V-Zeichnung zur Schau gestellt. Höchste Stufe der interspezifischen Aggression sind Schwanzkreisen, die Buckelhaltung, wobei der Schnabel unter Schnabelknappen zum Gegner zeigt, sowie Verfolgungsflüge. Berührungskämpfe kommen nur sehr selten vor.
Als Komfortverhalten wurde vor allem ausgiebiges Sonnenbaden festgestellt; auch gegenseitige Gefiederpflege wurde gelegentlich beobachtet.

### Nahrung und Nahrungserwerb
Die Nahrung der Art besteht zum überwiegenden Teil aus Insekten, unter denen Heuschrecken eine bevorzugte Stellung einnehmen. Käfer, darunter auch giftige Ölkäfer, Echte Grillen und Maulwurfsgrillen, Schmetterlinge, Schmetterlingsraupen und Libellen spielen ebenfalls eine wichtige Rolle. In geringerem Maße dienen Ameisen, Termiten, Wanzen und Zikaden, Bienen und Hummeln als Nahrung. Gelegentlich erbeutet die Art auch Würmer, Spinnen, Tausendfüßer und Krabben. Unter den Wirbeltieren sind Singvögel und ihre Nestlinge sowie kleine Nagetiere die wichtigsten Beutetiere. Daneben überwältigt L. humeralis auch Frösche, junge Schlangen und Eidechsen, Geckos, Chamäleons sowie Fledermäuse. Reste menschlicher Nahrung werden ebenso verzehrt wie gelegentlich Aas.
Wie die meisten Würgerarten kann auch der Stanleywürger unterschiedliche Jagdmethoden anwenden, die Ansitzjagd ist aber bei weitem die bevorzugte Jagdstrategie. Alles, was die umgebende Erdoberfläche um mehr als einen Meter überragt, kann als Ansitz dienen. Meist sind dies Bäume oder Büsche, Termitenhügel, Weidezäune oder Telegraphenmasten, gelegentlich aber auch Wild- oder Weidetiere. Die bevorzugten Höhen liegen zwischen 3 und 4 Metern. Von einer solchen Warte kann ein weiter Bereich überblickt werden; die effektivste Jagdentfernung liegt innerhalb eines Radius von 10 Metern. Erspäht der Würger ein Beutetier, gleitet er vom Ansitz und schlägt es am Boden. Kann es beim ersten Angriff entkommen, wird es meist nicht, oder nur sehr kurz verfolgt. Kleinere Beutetiere werden außerhalb der Brutzeiten sofort am Boden gefressen, größere zu einer Warte getragen und dort verzehrt. Beutetiere, die nicht in einem Stück gefressen werden können, werden aufgespießt oder eingeklemmt und stückweise zerlegt. Auch Vorräte legt die Art durch Einklemmen oder Aufspießen an, ein Verhalten, das bei vielen Würgern verbreitet ist, aber bei den Vertretern der Südgruppe weniger häufig festgestellt wurde.
Außer der Ansitzjagd jagen diese Würger zeitweise am Boden oder im Flug. Auch kurze Rüttelphasen und Eintauchen in flaches Wasser auf der Jagd nach Kaulquappen wurden beobachtet. Fallweise, insbesondere bei sehr schlechtem Wetter, werden Beutetiere von Blättern oder Ästen abgelesen.

### Brutbiologie
L. humeralis führt eine monogame Dauerpartnerschaft, die über mehrere Jahre anhalten kann. Partner- und Territoriumswechsel während der Brutzeit kommen jedoch vor. Die Art wird mit einem Jahr geschlechtsreif und schreitet in diesem Alter auch meist zur ersten Brut. Zwei Bruten, gelegentlich auch drei, sind die Regel.
Während der Paarbildung ist das Männchen häufig laut rufend in aufrechter Position und mit gesträubten Brust- und Scheitelfedern an exponierten Stellen seines Reviers zu sehen. Verfolgungsjagden von Busch zu Busch und aggressives Gegenübersitzen in Buckelstellung leiten zur finalen Paarbildung mit ritualisiertem Nestzeigen und Nestmulden, Bettelritualen des Weibchens mit Futterübergaben und schließlich den Kopulationen über.
Die Brutzeiten variieren sehr stark. Meist beginnt die Balzzeit gegen Ende der Trockenzeit bzw. mit dem Einsetzen der jeweiligen Hauptregenzeit, in Westafrika Ende Februar im Osten etwas später (März, April). In den tropischen Gebieten Zentralafrikas können fast das gesamte Jahr über frische Bruten festgestellt werden.
Die endgültige Entscheidung über den Neststandort scheint das Weibchen zu treffen, das auch die Hauptarbeit beim Nestbau verrichtet. Bevorzugt liegen die Nester in dichten, dornigen Büschen in etwa 3 Metern Höhe, doch ist die Variation der Neststandorte sehr groß. Das Nest ist ein oft unförmiger Bau hauptsächlich aus Zweigen, Stängeln und Grashalmen unter Verwendung vieler anderer Materialien. Der Außendurchmesser kann bis 180 Millimeter betragen, die Tiefe des Napfes schwankt zwischen 35 und 75 Millimetern. Es wird innerhalb einer Woche erbaut.
Die Gelege sind mit bis zu drei Eiern kleiner als die der Südgruppe. Die Eier werden fast ausschließlich vom Weibchen bebrütet, das in dieser Zeit vom Männchen gefüttert wird, gelegentlich aber auch selbst nach Nahrung sucht. Die Jungen schlüpfen nach 14–15 Tagen nackt und blind. Sie werden nach etwa 20 Tagen flügge. Die Führungszeit dauert noch etwa einen Monat, während der die Jungvögel in abnehmender Intensität gefüttert werden. Im Familienverband verbleiben die Jungvögel des Stanleywürgers bis zu 7 Monaten. Der Bruterfolg ist durch die Auswirkungen oft ungünstiger Wetterlagen sowie auf Grund einer Vielzahl von Nestprädatoren gering. Zumindest regional scheint er 20 % nicht zu überschreiten. Zwischen zwei Bruten liegt ein durchschnittliches Intervall von 3,7 Monaten.

## Systematik
2011 veröffentlichten Jérôme Fuchs et al. im Journal of Biogeography eine Studie die auf molekulargenetischer Basis das bestätigte, was auf Grund verhaltensbiologischer und morphologischer Erkenntnisse schon lange Zeit vermutet wurde nämlich, dass im Lanius collaris-Komplex mehrere Arten involviert sind. Diesen Forschungsergebnissen folgend, trennte das IOC den Komplex in zwei Arten: Eine nördliche Gruppe mit Lanius humeralis als nominotypisches Taxon und eine südliche, mit Lanius collaris als Nominatform.
Die Südgruppe mit 4–5 Unterarten ist trotz zum Teil deutlicher morphologischer Unterschiede genetisch homogen. Die drei Unterarten der Nordgruppe dagegen weisen relativ große genetische Unterschiede auf, sodass weitere Forschungen notwendig sind, um ihre taxonomische Stellung exakter definieren zu können. Fraglich ist vor allem, ob L. h. capelli nicht als eigenständige Art aufzufassen ist. Der genetische Abstand zwischen Nord- und Südgruppe insgesamt ist größer als zwischen einigen, längst als Spezies etablierten Taxa.
Der Rostmantelwürger ist die Schwesterart der Südgruppe, in die nächste Verwandtschaft sind weiters der São-Tomé-Würger und der Mackinnonwürger zu stellen, die ihrerseits Schwesterarten sind.
- Lanius h. smithii (Fraser, 1843): West und Zentralafrika nördlich des Äquators. Ostwärts bis in den Südwesten der Republik Südsudan und den Westen Ugandas. Kleine Verbreitungsinsel innerhalb des Verbreitungsgebietes von L. h. capelli südlich des Äquators in der Provinz Cabinda. Glänzend schwarze Oberseite, rein weiße Unterseite. Rostbraune Flankenfärbung der Weibchen fehlt oder ist nur schwach ausgebildet. Außenfedern des sehr langen Schwanzes rein weiß.
- Lanius h. humeralis Stanley, 1814: Bergregionen im Osten Afrikas. Mattschwarze Oberseite, Unterseite verwaschen weiß. Außenfedern des langen Schwanzes weiß. Rostbraune Flankenfärbung der Weibchen deutlich.
- Lanius h. capelli (Bocage, 1879): Vor allem südlich des Äquators (südliches Gabun, Angola, Nordnamibia, Zentral- und Südteil der Republik Kongo, Demokratische Republik Kongo, Uganda, Zentral- S- und Westkenia, N- und Westtansania, Sambia, N- und NWmosambik). Ähnlich humeralis, doch weniger Weiß an den äußeren Schwanzfedern. Keine rostbraune Flankenfärbung bei den Weibchen.

## Bestand und Bedrohung
Qualitative und quantitative Bestandserhebungen sind weder auf regionaler noch auf überregionaler Ebene vorhanden. Die Art gilt – in zunehmendem Maße in Siedlungen und Städten – als häufig, zumindest aber als weit verbreitet. In Ostafrika scheint sie in den Hochlagen in größeren Zahlen vorzukommen als in den Niederungen., im äußersten NW ihres Verbreitungsgebietes ist sie selten. Aufgrund ihres sehr großen Verbreitungsgebietes, des stabilen, beziehungsweise zunehmenden Brutbestandes und des Fehlens aktueller Bedrohungen stuft die IUCN den Gesamtbestand von Lanius collaris mit  (=least concern – nicht gefährdet) ein.
Die erheblichen natürlichen Verluste durch Wettereinflüsse, Kollisionen mit Fahrzeugen und durch natürliche Feinde (vor allem verschiedene Greifvögel und Eulen, Krähen und andere Würger, sowie durch Schlangen, Warane, Hauskatzen, Schleichkatzen und Affen, sowie infolge von Brutverlusten durch den nicht unerheblichen Brutparasitismus verschiedener Kuckucksarten), können durch Mehrfachbruten gut kompensiert werden. Direkte Verfolgung durch Menschen spielt bisher keine bestandslimitierende Rolle, doch könnte sich der zunehmende Einsatz von Insektiziden langfristig negativ auf den Bestand auswirken.